# كيابون بسيط الأوراق
كيابون بسيط الأوراق (الاسم العلمي:Cayaponia simplicifolia) هو نوع من النباتات يتبع جنس الكيابون من الفصيلة القرعية.